# Jakob Bartsch
Pour les articles homonymes, voir Bartsch.
Jakob Bartsch (1600-1633) est un mathématicien, astronome et médecin allemand.
Il étudie la médecine à Padoue et Strasbourg, où il soutient en 1630 son doctorat, intitulé Theses Hippocraticae ex IV Libris Hippocratis de morbis. 
Étudiant en mathématiques et en astronomie à Leipzig, il épouse la fille de Kepler en 1630.
Il a aidé à promouvoir plusieurs constellations établies par Plancius.

## Liste partielle des publications
- Jacobi Bartschii Lauba-Lusati Philiatri, Planisphaerium stellatum seu vice-globus caelestis in plano delineatus... Cui adjectae sunt Ephemerides. V. Planetarum ab anno M DC LXII [1662] ad M DC LXXXVI [1686]... Norimbergae, 1660.
- Usus astronomicus indicis aspectuum veterum et praecip. novorum, compendiose sine calculo simul omnium inveniendorum ... a Jacobo Bartschio. Norimbergae, 1661.